# 40-я танковая бригада
40-я отдельная танковая бригада  — танковая бригада Красной армии в годы Великой Отечественной войны.
Сокращённое наименование — 40 отбр.

## Формирование и организация
40-я отдельная танковая бригада начинала формирование в ХВО, переведена в МВО (Горький). Сформирована Директивой НКО № 723062сс от 07 января 1942 года в Горьковском АБТ центре.

#### Боевые действия на Керченском полуострове
25 января 1942 года переброшена в Новороссийск на Кавказский фронт. 3 февраля 1942 года находилась в подчинении 51-й армии Крымского фронта. 40-я танковая бригада прибыла на Крымский фронт в неполном составе, не имея в своем составе пехоты, артиллерии и некоторых тыловых структур. Распоряжением Л. З. Мехлиса ей были приданы усиленные стрелковые роты и 3 противотанковые пушки.
13 марта 1942 года войска Крымского фронта фронта предприняли новую попытку наступления. В полосе 51-й армии 398-я и 236-я стрелковые дивизии при поддержке 39-й и 56-й танковых бригад перешли в наступление на Киет, Хан-Оба, но после небольших успехов, откатились назад. Наступление шло и на южном фланге, и так же неудачно. Наступательные бои продолжались (по свидетельству Э. фон Манштейна в день немцам приходилось отбивать от 10 до 22 атак), но некоторый результат обозначился лишь на направлении вспомогательного  удара 16 марта 1942 года. 138-я стрелковая дивизия и 77-я горнострелковая дивизия при поддержке 40-й танковой бригады сумели взять Корпечь. В ночь на 18 марта 1942 года для развития успеха в Корпечь и в район южнее были направлены 398-я и 390-я стрелковый дивизии и 55-я танковая бригада. 19 марта 1942 года вновь введённые войска приступили к развитию наступления, и сумели немного потеснить противника, но затем были вынуждены вернуться на исходные позиции. 
В это время немецкое командование нанесло контрудар силами 22-й танковой дивизии в левый фланг 51-й армии в общем направлении Владиславовка — Корпечь. 22-я танковая дивизия насчитывала на тот момент 77 PzKpfw.38(t), 45 PzKpfw II и 20 PzKpfw IV. Сначала удар пришёлся по позициям 390-й стрелковой дивизии, но в ожесточённом бою советские войска сумели отбить атаку. Следующая атака последовала на позиции 398-й стрелковой дивизии, и в результате немецкие войска сумели ворваться в Корпечь, где разгорелись тяжёлые бои. В 15:30 20 марта 1942 года была предпринята мощная атака основными силами 22-й танковой и 170-й пехотной дивизий в стык 390-й стрелковой дивизии и 83-й морской стрелковой бригады. К концу дня советское командование ввело в бой 143-ю стрелковую бригаду, усиленную 40-й и 55-й танковыми бригадами, 456-м пушечным артиллерийским полком и двумя дивизионами реактивных миномётов на базе Т-60. Контрудар был мощным и немецкие войска, понеся серьёзные потери, откатились назад. Советские источники заявляют, что 22-я танковая дивизия была разгромлена, заявляя о 35 уничтоженных танках противника (по немецким данным 33). При этом потери советских войск были ещё более крупными: с 13 по 20 марта 1942 года 56-я танковая бригада потеряла 88 танков, 55-я — 8 штук, 39-я — 23 штуки, 40-я — 18 штук, 24-й отдельный танковый полк — 17 штук, 229-й отдельный танковый батальон — 3 танка, всего 157 танков (Манштейн оценивал потери советских войск в 136 танков). Командующий 11-й армией признаёт, что контрудар 22-й танковой дивизии оказался неудачным. Вместе с тем, несмотря на неудачу контрудара, было сорвано наступление советских войск. Историк Исаев А. В. опровергает факт подготовки такого контрудара советской стороной, а также указывает, что при отражении удара немецкой 22-й таковой дивизии потери советской стороны были намного меньше — всего 14 танков.
Вновь войска фронта перешли в наступление уже 24 марта 1942 года. Лишь 26 марта 1942 года советские войска достигли небольшого успеха, наступая на Кой-Асан. Части 390-й стрелковой дивизии и 143-й стрелковой бригады с 40-й танковой бригадой, сумели ворваться в укреплённый узел Кой-Асан, где бои велись до 29 марта 1942 года, но в конечном итоге, советские войска отступили на прежние рубежи. 31 марта 1942 года войска фронта перешли к обороне, но как оказалось — ненадолго. 3 апреля 1942 года советские войска, уже силами двух армий (44-й и 51-й) предприняли попытку наступления на Кой-Асановский узел обороны, но без всякого успеха.
Последняя попытка наступления была предпринята 9 апреля 1942 года. 44-я армия всеми силами, а 51-я армия частью сил ранним утром перешли в наступление в направлении на Кой-Асан. Но попытка сорвалась из-за тумана, когда части потеряли ориентировку. В танковых частях только на минных полях было потеряно 9 танков из немногих оставшихся. При этом артиллерия израсходовала свой боезапас. Тем не менее, командование требовало продолжения наступления, при этом части начали наступать в разное время, танки без поддержки пехоты, а пехота соответственно, без танков и поддержки артиллерии. Бесплодные атаки продолжались до 11 апреля 1942 года, когда вмешательство Ставки их прекратило. 12 апреля 1942 года операция закончилась.
В боях с 13 по 19 марта 1942 года 40-я танковая бригада потеряла 18 танков. 30 апреля 1942 года она была переподчинена командующему 47-й армии Крымского фронта.

#### Операция "Охота на дроф"
В боях на Крымском фронте, потеряла практически всю технику и личный состав, однако в связи с сохранением знамени и управления бригады не расформировывалась. 7 июня 1942 года — Директивой Ставки ВГК № 170442 от 07.06.1942 включена в состав 51-й армии Северо-Кавказского фронта. 11 июля 1942 года Приказом войскам Северо-Кавказского фронта № 00262/оп от 11.07.1942 г. бригада переподчинена 62-й армии.
2 сентября 1942 года бригада выведена в резерв Ставки ВГК на переформирование. 12 октября 1942 года на основании Директивы НКО № 1104937 от 12.10.1942 г. бригада переформирована в 20-й гвардейский танковый полк 3-й гвардейской механизированной бригады.

## Боевой и численный состав
Бригада формировалась по штатам № 010/320-010/321 для кавалерийского корпуса:
- Управление бригады [штат № 010/320]
- 40-й отд. танковый батальон [штат № 010/321]
- 248-й отд. танковый батальон [штат № 010/321]

Численный состав:
| Дата       | Объединение | Личный состав | Типы танков (исправных/неисправных) | Всего | Примечание                        |
| ---------- | ----------- | ------------- | ----------------------------------- | ----- | --------------------------------- |
| 25.01.1942 | КвФ         | 345           | 10 КВ, 10 Т-34, 26 Т-60             | 46    | ЦАМО РФ. ф. 38, оп. 11373, д. 150 |
| 27.02.1942 | 51 А КрмФ   |               | 10 КВ, 10 Т-34, 25 Т-60             | 45    | Борьба за Крым. С. 44             |
| 13.03.1942 | 51 А КрмФ   |               | 2 КВ, 7 Т-34, 21 Т-60               | 30    | Борьба за Крым. С. 50             |
| 25.03.1942 | 51 А КрмФ   |               | 13 Т-26                             | 13    | Борьба за Крым. С. 51             |
| 08.05.1942 | 51 А КрмФ   |               | 11 КВ, 6 Т-34, 25 Т-60              | 42    | Борьба за Крым. С. 60             |
| 10.05.1942 | 51 А КрмФ   |               | 6 КВ, 4 Т-34, 21 Т-60               | 31    | Борьба за Крым. С. 71             |
| 11.05.1942 |             |               | 3 КВ, 1 Т-34, 14 Т-60               | 18    |                                   |

## Подчинение
В составе Действующей Армии с 2 февраля 1942 по 20 сентября 1942 года.
| Дата          | Корпус | Армия     | Округ или фронт |
| ------------- | ------ | --------- | --------------- |
| на 01.11.1941 | -      | -         | ХВО             |
| на 01.01.1942 | -      | -         | МВО             |
| на 01.02.1942 | -      | 1-я Уд. А | РВГК            |
| на 01.03.1942 | -      | 51-я А    | КрмФ            |
| на 01.04.1942 | -      | 51-я А    | КрмФ            |
| на 01.05.1942 | -      | -         | КрмФ            |
| на 01.06.1942 | -      | 47-я А    | СКФ             |
| на 01.07.1942 | -      | 51-я А    | СКФ             |
| на 01.08.1942 | -      | 62-я А    | СтлФ            |
| на 01.09.1942 | -      | -         | ЮВФ             |
| на 01.10.1942 | -      | -         | ПриВО           |

## Командиры
Командиры бригады
- 09.12.1941 — 00.06.1942 Калинин, Иван Петрович, подполковник[4]
- 15.06.1942 — 12.10.1942 Скорняков, Константин Васильевич, подполковник[5][6]

Начальники штаба бригады
- 00.01.1942 — 23.08.1942 Фридман, Соломон Иосифович, майор
- 00.09.1942 — 00.10.1942 Фёдоров, Илларион Ефремович, майор[7]

Военные комиссары бригады
- 28.12.1941 — 12.01.1942 Тимофеев, Николай Александрович, полковой комиссар
- 12.01.1941 — 21.04.1942 Мжачих, Пётр Григорьевич, батальонный комиссар
- 21.04.1942 — 01.10.1942 Асосков, Семён Васильевич, старший батальонный комиссар[8]

Начальники политотдела бригады
- 28.12.1941 — 05.03.1942 Лысюра, Григорий Тимофеевич, батальонный комиссар
- 04.04.1942 — 01.10.1942 Захаров, Пётр Григорьевич, батальонный комиссар[8]